# Scooby-Doo a upíří legenda
Scooby-Doo a upíří legenda (v anglickém originále Scooby-Doo! and the Legend of the Vampire) je americký animovaný dobrodružný film z roku 2003, pátý ze série filmů natočených podle kresleného seriálu Scooby-Doo. Byl dokončen v roce 2002 a uveden do kin 4. března 2003. Producentem snímku byla společnost Warner Bros Animation, ale autorská práva držela společnost Hanna-Barbera Cartoons, Inc.
Tento film byl prvním samostatným animovaným počinem Josepha Barbery bez jeho dlouholetého partnera Williama Hanny, který zemřel v roce 2001, a je jedním ze dvou filmů, ve kterých se sešli původní herci z let 1969 až 1973: Frank Welker, Casey Kasem, Nicole Jaffe a Heather North. Dabér Scoobyho Don Messick zemřel v roce 1997, jeho roli převzal Welker.

## Děj
Celá skupina přijíždí na hudební festival do Austrálie. Všichni interpreti, kteří na festivalu vystoupí, jsou strašeni, pronásledováni, ba dokonce uneseni upírem zvaným Yowie Yahoo. Záhadologové se proto rozhodnou zastavit tohoto upíra a zjistit, co za celou záhadou vlastně stojí.

## Obsazení
- Casey Kasem jako Shaggy
- Frank Welker jako Scooby-Doo a Fred Jones
- Nicole Jaffe jako Velma
- Heather North jako Daphne
- Phil LaMarr jako Daniel Illiwara and King
- Jeff Bennett jako Jasper Ridgeway, Jack a plavčík #1
- Kevin Michael Richardson jako Malcolm Illiwara, upír Yowie Yahoo
- Jennifer Hale jako Thorn a královna
- Jane Wiedlin jako Dusk
- Kimberly Brooks jako Luna
- Michael Neill jako Russell, Dark Skull a Matt Marvelous
- Tom Kenny jako Harry, Barry a plavčík #2